# ジョルディ・マシップ
ジョルディ・マシップ・ロペス（Jordi Masip Lopez, 1989年1月3日 - ）は、スペイン・サバデイ出身のサッカー選手。セグンダ・ディビシオン・レアル・バリャドリード所属。ポジションはゴールキーパー。

## 経歴
2008年、UEビラジュイーガへのレンタル移籍中にプロデビュー。2009年にルイス・エンリケ率いるFCバルセロナBにレンタルバック復帰し、第2GKとしてコンスタントに出場機会を得た。
2014年、ルイス・エンリケがFCバルセロナの監督に就任すると同時にトップチームへ昇格。クラウディオ・ブラーボとマルク＝アンドレ・テア・シュテーゲンに次ぐ第3GKとなり、2015年5月23日にリーガ・エスパニョーラデビューを果たした。
2017年7月17日、レアル・バリャドリードと3年契約を結んだ。

## 所属クラブ
- FCバルセロナB 2008-2014
  -  UEビラジュイーガ 2008-2009
- FCバルセロナ 2014-2017
- レアル・バリャドリード 2017-

## タイトル

### クラブ
バルセロナ
- ラ・リーガ: 2014-15, 2015-16
- コパ・デル・レイ: 2014-15, 2015-16, 2016-17
- スーペルコパ・デ・エスパーニャ: 2016
- UEFAチャンピオンズリーグ: 2014-15
- UEFAスーパーカップ: 2015
- FIFAクラブワールドカップ: 2015